# Det är ugglor i mossen
Det är ugglor i mossen är en kriminalroman av Maria Lang (pseudonym för Dagmar Lange), utgiven första gången 1974 på bokförlaget Norstedts. Romanen har översatts till danska och finska.

## Handling
Runt den isolerade stugan vid Alntorpsmossen i närheten av Skoga - bland blåbärsris och ljung, tallar och vitblommande skvattram - anas ugglor i mossen i både bokstavlig och bildlig bemärkelse. Människorna på platsen är få och mordgåtans lösning till synes enkel, men ändå gäckar ugglorna i det längsta Christer Wijk.

## Karaktärer
- Sandra Grandin som är ifärd med att upptäcka mossen.
- Valdemar Ulfsson som har tagit henne med till mossen.
- Joar Ulfsson som försöker skrämma henne för mossen.
- Terese Tellner som inte kan hålla sig borta från mossen.
- Hans-Anton Hallje som vet det mesta om mossen.
- Ulf Ulfsson som äger stugan på mossen.